# Catilina
Pour les articles homonymes, voir Catilina (homonymie).
Cet article possède un paronyme, voir Catalina.
 (avril 2009).
Si vous disposez d'ouvrages ou d'articles de référence ou si vous connaissez des sites web de qualité traitant du thème abordé ici, merci de compléter l'article en donnant les références utiles à sa vérifiabilité et en les liant à la section « Notes et références ».
Sauf précision contraire, les dates de cet article sont sous-entendues « avant l'ère commune » (AEC), c'est-à-dire « avant Jésus-Christ ».
Lucius Sergius Catilina (108 av. J.-C. à Rome – 62 av. J.-C. à Pistoia) est un homme politique romain connu pour deux conjurations visant à renverser le Sénat de la République romaine.

## Biographie
Catilina est issu d'une famille noble, la gens Sergia, descendant, selon la légende, de Sergeste, un des compagnons d'Énée, mais qui ne fut jamais vraiment riche.
Pendant la guerre sociale, Catilina sert avec Pompée et Cicéron sous les ordres de Gnæus Pompeius Strabo. Il soutient ensuite Sylla lors de la guerre civile de 84 à 81. À cette occasion, il tue Marius Gratidianus, parent de Caius Marius et de Cicéron.
En 73, il est accusé d'inceste avec une vestale, Fabia, qui était la demi-sœur de Terentia, l'épouse de Cicéron. Le crime est passible de la peine de mort, mais Catilina est acquitté.
Il devient préteur en 68 et gouverne la province d'Afrique pendant les deux années qui suivent.

## Première conjuration
À son retour, en 66, il est accusé de concussion mais acquitté. Cette accusation l'empêche cependant de déposer sa candidature au consulat dans les délais requis. Il  complote avec Autronius que Suétone prénomme erronément Lucius et Publius Cornelius Sulla, consuls désignés mais poursuivis et condamnés pour brigue. Le but des conjurés est d'abord d'assassiner les consuls L. Cotta et L. Torquatus aux calendes de janvier (1er janvier), donner la dictature à Crassus, dont César serait le maître de cavalerie, et rendre à Sulla et Autronius le consulat qu'on leur a ôté. Crassus ne se montre pas le jour convenu et, pour cette raison, César ne donne pas le signal prévu, qui est, selon Curion, de laisser tomber sa toge de son épaule. Le complot s'ébruite et est reporté aux nones de février (5 février). À ce moment, ce ne sont plus les seuls consuls qu'ils veulent assassiner, mais la plupart des sénateurs. Cette fois-ci, Catilina lui-même aurait commandé le coup d'État. Or, selon Salluste, ami de César et qui ne cite ni César ni Crassus, il donne trop tôt le signal aux conjurés trop peu nombreux et pas assez armés.

## Deuxième conjuration
C'est la plus connue et elle offre à Cicéron l'heure de gloire qu'il espérait connaître au cours de son consulat, même si certaines des actions qu'il entreprend à cette occasion lui valent plus tard l'exil. En 64, Catilina est battu par Cicéron aux élections consulaires pour l'année 63. Il décide alors de se présenter comme le défenseur des populares et des vétérans de Sylla et commence à organiser une nouvelle conspiration.
En 63, Cicéron découvre la conspiration grâce à Fulvia, la maîtresse de Curius, l'un des conjurés. Il en révèle les détails au Sénat dans un discours dont l'exorde est resté célèbre : « Quousque tandem abutere, Catilina, patientia nostra ? » — « Jusqu'à quand, Catilina, abuseras-tu de notre patience ? » C'est la Première catilinaire, prononcée le 8 novembre (il en prononcera trois autres les 9 novembre, 3 et 5 décembre) qui oblige Catilina à fuir de Rome. Il rejoint alors en Étrurie le camp de son ami Manlius pour augmenter les effectifs de son armée, laissant à ses partisans le soin de chercher la complicité des Allobroges (nation gauloise de la province de Narbonnaise). Ceux-ci refusent et avertissent même les autorités romaines. Cinq conjurés sont arrêtés. Sur proposition de Caton d'Utique et malgré les réserves formulées par César, ceux-ci sont exécutés sans procès, sur base du senatus consultum ultimum (pleins pouvoirs) accordé au consul le 21 octobre 63, procédé dont la légalité est encore aujourd'hui discutée et qui vaudra l'exil à Cicéron.
En janvier 62, Catilina et ses compagnons sont interceptés et défaits par des troupes romaines à Pistorium, et Catilina y trouve la mort en combattant. Selon Florus, historien romain du IIe siècle, « c'eût été une très belle mort, s'il était ainsi tombé pour sa patrie ».